# Jüdischer Friedhof (Bruntál)
Der Jüdische Friedhof (tschechisch Židovský hřbitov) in Bruntál (deutsch Freudenthal) ist ein profanierter jüdischer Friedhof im Okres Bruntál, Tschechien. Er wurde 1904 angelegt und bis 1939 genutzt. Nach der Zerschlagung der Tschechoslowakei 1938 wurde er teilweise verwüstet und verwilderte. In den 1980er Jahren wurde der Friedhof zerstört und später teilweise mit Fabrikgebäuden überbaut. Einzig erhalten blieb die Familiengrabstätte der Freudenthaler Unternehmerfamilie Marburg.

## Lage
Der Jüdische Friedhof befindet sich ca. anderthalb Kilometer nördlich des Stadtzentrums von Bruntál in der Straße Polní im städtischen Gewerbegebiet (Průmyslový obvod).

## Geschichte

### Jüdischer Bethausverein Freudenthal
In der Stadt Freudenthal war seit der zweiten Hälfte des 18. Jahrhunderts eine sehr geringe Anzahl jüdischer Familien ansässig. Ab der Mitte des 19. Jahrhunderts siedelten sich in der Stadt weitere Juden an, diese kleine religiöse Gemeinschaft war immer Teil der Jüdischen Gemeinde in Jägerndorf. Ab den 1860er nutzte sie einen kleinen Betraum. In den 1880er Jahren war die jüdische Gemeinschaft auf 22 Familien mit 104 Personen angewachsen. Der Jüdische Bethausverein Freudenthal erweiterte in der Folgezeit seine Aktivitäten und erhielt 1902 die Erlaubnis zu einer zweimonatigen Sammlung für die Errichtung eines jüdischen Friedhofs. Für den Immobilienbesitz war noch die Erlangung der Rechtsfähigkeit erforderlich. Am 30. Juni 1904 genehmigte die Landesregierung von Herzogtums Ober- und Niederschlesien die Vereinsstatuten. Der Vorstand wurde am 9. Juli desselben Jahres bestellt.
Seit dem Beginn des 20. Jahrhunderts war die Zahl der Juden in Freudenthal rückläufig. Im Jahre 1900 waren es 101, zehn Jahre später 97 und 1930 nur noch 81. Nach dem Münchner Abkommen vom Herbst 1938 verließ ein Großteil der Juden die Stadt und übersiedelte in die „Resttschechei“. 1939 gab es in der Stadt noch 14 Juden, im gesamten Landkreis Freudenthal waren es 73. Im selben Jahr erlosch der Bethausverein, die meisten der Juden wurden Opfer des Holocaust.

### Jüdischer Friedhof
Der Friedhof wurde zwischen 1904 und 1905 nördlich der Stadt in den Feldern an der Spillendorfer Gasse (heute ul. Polní) angelegt. Während des Ersten Weltkriegs wurden zwischen 1915 und 1918 auch ca. 150 im Lazarett Freudenthal verstorbene Soldaten jüdischer Konfession beigesetzt.
Auf dem Friedhof befanden sich die Grabstätten bedeutender Freudenthaler Unternehmer, wie den Familien Marburger und Beer-Loew sowie Nathan Hamburger. Ebenso wurden der langjährige Sekretär des Bethausvereins Kaufmann Gustav Gessler, der Kaufmann David Goldberg, der Rechtsanwalt Max Frisch sowie wahrscheinlich auch der Schächter und Religionslehrer Jacob Glück beigesetzt. Das letzte Begräbnis erfolgte 1939. Da im selben Jahre auch der Bethausverein erlosch und die in Freudenthal verbliebenen Juden größtenteils dem Holocaust zum Opfer fielen, blieb der Friedhof sich selbst überlassen und verwahrloste. Verwüstungen durch die Nationalsozialisten führten zu weiteren, jedoch nicht substanziellen Schäden.
Nach dem Ende des Zweiten Weltkriegs verwilderte der Friedhof weiter, da der ehemalige Bethausverein Freudenthal nicht wiederbelebt werden konnte. Im Jahre 1983 verkaufte die Jüdische Gemeinde Krnov den ungenutzten Friedhof an die Stadt Bruntál. Der von den Kommunisten dominierte Städtische Nationalausschuss hatte kein Interesse am Erhalt des Friedhofs, der wegen seiner geringen Alters keinen Denkmalschutz genoss. Ein Teil der Mazewot wurde daraufhin in der Uferbefestigung des Černý potok verbaut, ein anderer an Steinmetzbetriebe veräußert. Mit der Errichtung des Industriegebiets Bruntál erfolgte die Überbauung eines Teils des Friedhofes. 

## Beschreibung
Der vollständig ummauerte Friedhof hatte ursprünglich einen rechteckigen Grundriss. Mittig in der Mauer zur Spillendorfer Gasse stand das beiderseits von den Friedhofstoren flankierte Zeremonienhaus. Zwei sich kreuzende Hauptwege mit beidseitiger Baumbepflanzung teilten die Anlage in vier Karrees. Von den mehreren Dutzend Mazewot blieb nur die Familiengrabstätte der Freudenthaler Unternehmerfamilie Marburg, in der Gustav Marburg (1844–1921), seine Frau Malvine (1872–1926) und deren Sohn Philipp (1897–1937) beigesetzt sind.
Von der Friedhofsmauer sind Fragmente erhalten. Außerdem liegen auf dem Gelände noch einige Trümmer von Grabsteinen.
Gegenüber der Marburg-Grabstätte wurde nach einer pietätvollen Aufbereitung des Geländes im Jahre 2003 ein Gedenkstein mit Davidstern zur Erinnerung an die Geschichte des Friedhofs und seine Zerstörung während zweier totalitärer Regime aufgestellt. Außerdem wurde an einem Mauertorso ein Hochkreuz und zu dessen Seiten zwei Metalltafeln mit den Namen von 143 im Freudenthaler Lazarett verstorbenen Soldaten polnischer, tschechischer, ungarischer, italienischer, deutscher und slowenischer Nationalität angebracht.